# Хек (игра)
 Тази статия е за играта.  За вида риба вижте Европейски хек.  
Хекът  (footbag или hacky) е малка плетена (шита) сфера пълна с пластмасови сачми (вместо тях може да се сложи ориз, леща, царевица), с която се играе като с топка. Играчите се нареждат в кръг и си го подават един на друг, като се стараят да не падне на земята, и в същото време да правят трикове.
Освен този уличен стил на игра има и още два: свободен стил, в който играчът се опитва да покаже най-доброто, на което е способен – триковете имат класификация на сложност и според нея се определя качеството на изпълнението.
Има и още един тип игра – хек на мрежа. При него играчите се разделят на по два отбора от по двама души, застават от двете страни на мрежата (висока около 1,50 м) и имат право на общо три удара (като 1 играч няма право да удря два пъти). Целта е да отбележи точка в полето на противника подобно на волейбол. Водят се и турнири по хек.